# Tuta Guedes
Regina Maria Furlan (Pirassununga, 28 de dezembro de 1978), conhecida como Tuta Guedes é uma cantora e compositora brasileira.
Tuta Guedes sempre foi apaixonada por música sertaneja, pois nasceu ouvindo artistas do gênero. Criada em um meio artístico, os instrumentos foram seus primeiros brinquedos, quando aos cinco anos ganhou uma sanfoninha do tio. O avô, um talentoso saxofonista, tinha uma banda da qual toda a família participava. 
Talento precoce, Tuta se apresentava com o avô e os tios nas festas de bairro. Sua primeira apresentação foi com apenas cinco anos quando, a convite da igreja, coroou Nossa Senhora durante uma cerimônia. Aos 15, matriculou-se na escola de canto de sua cidade e, já no segundo dia para espanto de todos, foi convidada para participar de um show com seu professor de música.
Os anos se passaram, mas seu desejo de ser cantora reconhecida não. Cercada de sonhos e muito determinação, decidiu partir para São Paulo, onde iniciou sua vitoriosa trajetória profissional.
Em 2014, com uma super produção, a artista lança o primeiro DVD de sua carreira, “Tuta Guedes – O Motivo é Você - Ao vivo”, gravado nos Estúdios Quanta em São Paulo e masterizado no  Black Bird Studios, em Nashiville-EUA.

## Discografia
- Eu Descobri
- O Motivo É Você (CD e DVD) Ao Vivo
- Hoje Eu Vou Causar
- Vai Chorar Como Eu
- Deixa Acontecer
- Se Eu Te Pego Oh